# Pierre Le Roy (chanoine de Rouen)
Pour les articles homonymes, voir Pierre Le Roy (homonymie).
Pierre Le Roy est un écrivain français qui vivait vers la fin du XVIe siècle.
D’abord chanoine de la cathédrale de Rouen, il fut appelé en qualité d’aumônier près du cardinal de Bourbon. Le Roy est l’auteur de la première partie de la Satire Ménippée, que devait continuer Pierre Pithou, associé à Gillot, Rapin, Chrétien et Passerat.

## Source
« Pierre Le Roy (chanoine de Rouen) », dans Pierre Larousse, Grand dictionnaire universel du XIXe siècle, Paris, Administration du grand dictionnaire universel, 15 vol., 1863-1890 [détail des éditions].